# My old Kentucky home (película de 1926)
My Old Kentucky Home (Mi viejo hogar de Kentucky) es un cortometraje de animación estrenado originalmente en junio de 1926 por Max y Dave Fleischer de Fleischer Studios como parte de la serie Song Car-Tunes. La serie, entre mayo de 1924 y septiembre de 1926, llegó a sumar 36 películas, de las cuales 19 fueron realizadas con sonido. Esta caricatura presenta la letra original de "My Old Kentucky Home" (1853) de Stephen Foster y fue grabada en el sistema de sonido en película Lee de Forest Phonofilm.
My Old Kentucky Home parece ser el primer intento de diálogo animado en la historia de los dibujos animados, ya que en él un perro sin nombre, uno de los primeros prototipos de la futura mascota del estudio, Bimbo, pronuncia en la película las palabras "Sigue la pelota y únete a todos" ("Follow the ball and join in, everybody") en notable sincronización, aunque la animación era algo limitada, asegurándose de que la sincronización de labios estuviera perfectamente sincronizada. Los Fleischer habían comenzado previamente el truco de "sigue la pelota que rebota" en su Song Car-Tune My Bonnie Lies Over the Ocean (lanzado el 15 de septiembre de 1925).

## Recepción
Motion Picture News (23 de marzo de 1926): "El viejo favorito familiar 'My Old Kentucky Home' proporciona el tema de esta canción Car-Tune de Max Fleischer. Los versos se muestran de la manera habitual y el manejo cómico del coro muestra una chica oscurita saltando de palabra en palabra haciendo acrobacias... Este debería ser uno de los más populares de la serie".
The Film Daily (28 de marzo de 1926): "Ko-Ko y su cuarteto interpretan esta vez el viejo clásico sureño 'My Old Kentucky Home', con la ayuda del público, por supuesto. Fleischer tiene una nueva instrucción para la apertura, mostrando el cuarteto como una banda marchando y tocando, y terminando en el escenario del teatro. Siempre hay un toque de humor añadido al estribillo de la canción. Esta vez en la forma de un pequeño pickaninny que baila encima de la letra".

## En la cultura popular
Un clip de la película se utiliza en los créditos iniciales del episodio de Futurama "Why Must I Be a Crustacean in Love?".